# زمین‌دار
زمین‌دار در شبه قاره هند یک فرمانروای فئودال خودمختار یا نیمه خودمختار یک زمینداری (املاک فئودالی) بود. خود این اصطلاح در زمان امپراتوری گورکانی، ماراتاها و بعداً انگلیسی‌ها شروع به استفاده از آن به عنوان مترادف بومی برای «ملاک» کردند. آنها معمولاً ارثی بودند و حق جمع‌آوری مالیات از طرف دادگاه‌های امپراتوری یا برای مقاصد نظامی را داشتند. آنها معمولاً اشراف‌زاده بودند.